# Географический пояс

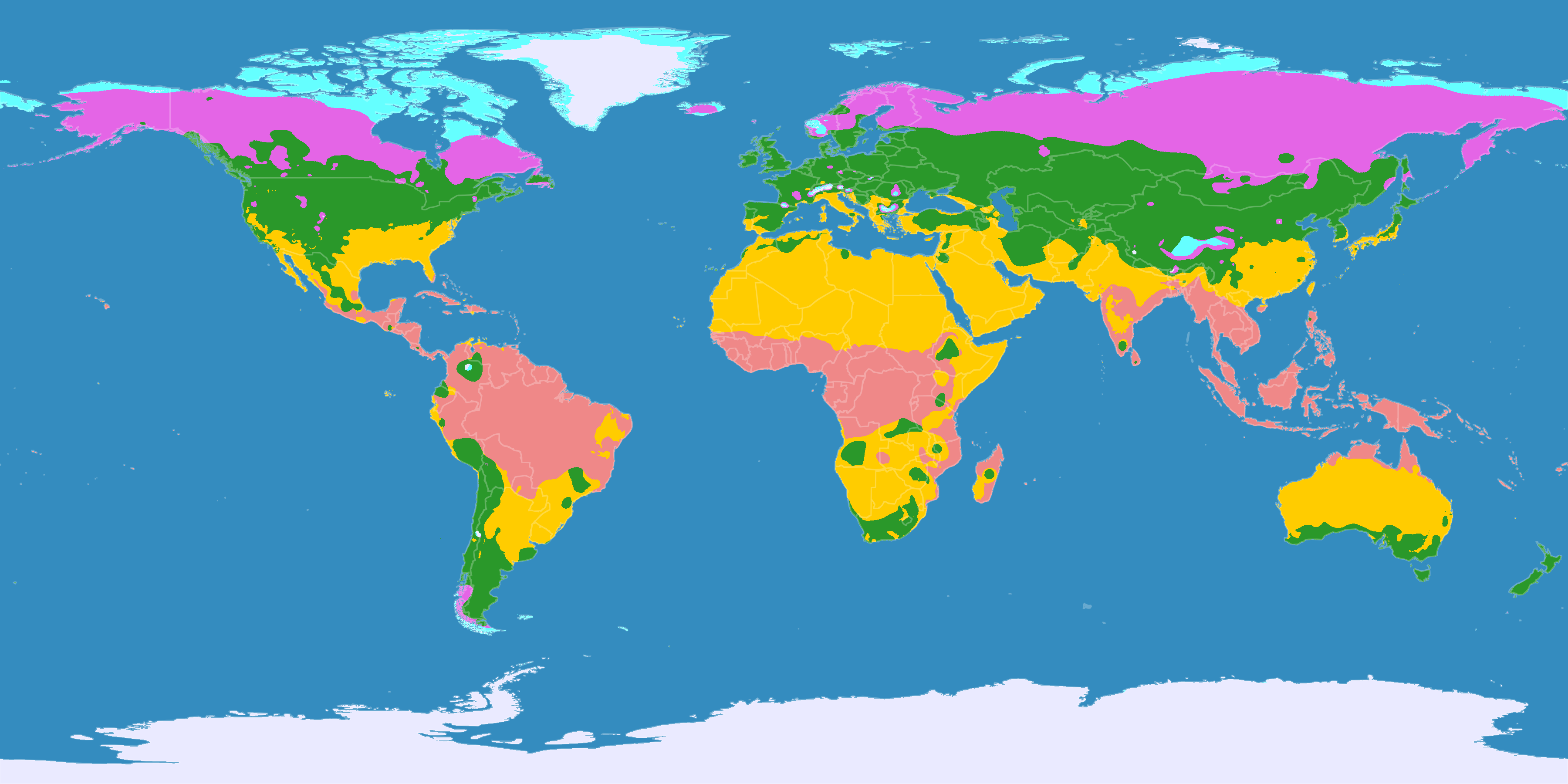
Обновлённая климатическая карта по Кёппену
Климат полярных ледников
Климат тундр
Бореальный климат
Умеренный климат
Субтропический климат
Тропический климат

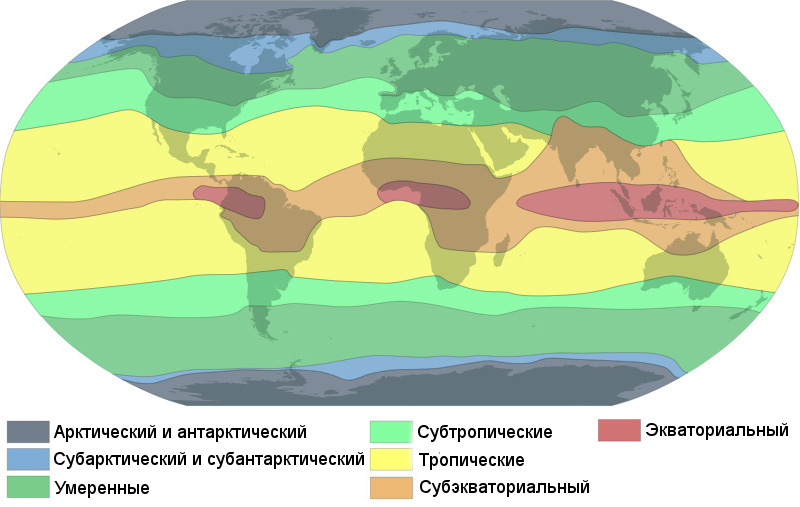
Климатические пояса Земли по Б. П. Алисову.

Географический пояс (фи́зико-географи́ческий по́яс, приро́дный по́яс) — крупнейшее зональное подразделение географической оболочки, опоясывающее земной шар в широтном направлении. Обособление географического пояса происходит в основном в связи с близким значением прихода солнечной радиации. Каждый географический пояс имеет определенный радиационный (тепловой) баланс, отличный от соседнего; часто общие черты атмосферной циркуляции, например в умеренных широтах — западный перенос воздушных масс; скорость круговорота веществ и энергии, ритмики вегетационного периода растений, скорости и типы рельефообразования и биохимических процессов, главные черты почв и животного мира. Каждый географический пояс имеет особый набор и черты широтных, долготных (иногда резко различных по увлажнению) и высотных природных (ландшафтных) зон. В Мировом океане — однотипные течения, распределения температур воды, основной характер планктона и его производительность. Под влиянием океанических течений или крупных форм рельефа ширина пояса неоднородна по всей своей окружности. Земной шар подразделяется на следующие географические пояса:
- арктический,
- субарктический,
- северный умеренный,
- северный субтропический,
- северный тропический,
- северный субэкваториальный,
- экваториальный,
- южный субэкваториальный,
- южный тропический,
- южный субтропический,
- южный умеренный,
- субантарктический,
- антарктический.

Географические пояса соответствуют климатическим поясам. По зональным и региональным особенностям пояса физико-географические подразделяются на географические зоны и секторы. Во многих горных системах в связи с уменьшением тепла и изменением увлажнения от подножий к вершинам выделяются высотные пояса. Арктический и антарктический пояса называют полярными поясами, а субарктический и субантарктический — субполярными поясами.

## История
Первая гипотеза о существовании географических зон была выдвинута древнегреческим ученым Аристотелем. Он считал, что земля разделена на три типа климатических зон, основывающихся на их расстоянии от экватора.
Размышляя, что область около экватора была слишком жаркой для жилья, Аристотель выделил регион в обе стороны от экватора (23,5° с.ш. — 23,5° ю.ш.) и назвал его «Жаркая зона». Он считал, что от Северного Полярного Круга и до полюса находится вечная мерзлота. Он назвал эту непригодную для жилья зону «Полярная зона». Единственным местом, которое Аристотель считал приемлемым для жизни, была «Умеренная зона», расположенный между «Полярной зоной» и «Жаркой зоной». Одной из причин, по которой Аристотель считал, что Умеренная зона была лучшим местом для жизни, мог быть тот факт, что сам он жил в этой зоне.
Поскольку знание географии земли улучшилось, вторая «Умеренная зона» была выделена к югу от экватора, а вторая «Полярная зона» — вокруг Антарктики.
Карта Аристотеля была значительно упрощённой, хотя общая идея была верной. В настоящее время обычно используется карта климата, составленная немецко-русским климатологом и ботаником-любителем Владимиром Кёппеном (1846—1940). Земля разделена на шесть главных климатических областей, основанных на среднегодовом уровне осадков, среднемесячном уровне осадков и среднемесячной температуре.